# Итоговый турнир WTA 2015
Финал тура WTA 2015 (англ. 2015 WTA Finals) — турнир сильнейших теннисисток, завершающий сезон WTA. В 2015 году проходит 45-е по счёту соревнование для одиночных игроков и 40-е для парных. Традиционно турнир проводится поздней осенью — в этом году с 25 октября по 1 ноября на кортах Сингапурского крытого стадиона в Сингапуре.
Прошлогодние победители:
- одиночки —  Серена Уильямс
- пары —  Кара Блэк /  Саня Мирза

## Квалификация
Квалификация на этот турнир происходит по итогам чемпионской гонки WTA.

### Одиночный турнир
Золотистым цветом выделены теннисистки, отобравшиеся на Финал тура в Сингапуре. 
 Серебристым — запасные на турнире, красным — те кто отобрался на турнир в качестве участника или запасного, но не смог принять участие в нём. 
| Рейтинг Чемпионской гонки 2015 года. | Рейтинг Чемпионской гонки 2015 года. | Рейтинг Чемпионской гонки 2015 года. | Рейтинг Чемпионской гонки 2015 года. | Рейтинг Чемпионской гонки 2015 года. |
| #                                    | Теннисистка                          | Очки                                 | Турниры                              | Дата квалификации                    |
| ------------------------------------ | ------------------------------------ | ------------------------------------ | ------------------------------------ | ------------------------------------ |
| травма                               | Серена Уильямс                       | 9 945                                | 14                                   | 6 июля                               |
| 1                                    | Симона Халеп                         | 5 790                                | 17                                   | 4 сентября                           |
| 2                                    | Гарбинье Мугуруса                    | 4 511                                | 19                                   | 8 октября                            |
| 3                                    | Мария Шарапова                       | 4 322                                | 16                                   | 10 сентября                          |
| 4                                    | Петра Квитова                        | 3 491                                | 18                                   | 14 октября                           |
| 5                                    | Агнешка Радваньская                  | 3 425                                | 23                                   | 18 октября                           |
| 6                                    | Анжелика Кербер                      | 3 400                                | 24                                   | 21 октября                           |
| 7                                    | Флавия Пеннетта                      | 3 252                                | 19                                   | 21 октября                           |
| 8                                    | Луция Шафаржова                      | 3 221                                | 21                                   | 22 октября                           |
| травма                               | Тимея Бачински                       | 3 133                                | 16                                   |                                      |
| 10                                   | Винус Уильямс                        | 3 091                                | 17                                   |                                      |
| 11                                   | Карла Суарес Наварро                 | 3 030                                | 23                                   |                                      |

В число участников одиночного турнира помимо 8 игроков основной сетки включают также двоих запасных.

### Парный турнир
| Рейтинг Чемпионской гонки 2015 года. | Рейтинг Чемпионской гонки 2015 года.   | Рейтинг Чемпионской гонки 2015 года. | Рейтинг Чемпионской гонки 2015 года. | Рейтинг Чемпионской гонки 2015 года. |
| #                                    | Команда                                | Очки                                 | Турниры                              | Дата квалификации                    |
| ------------------------------------ | -------------------------------------- | ------------------------------------ | ------------------------------------ | ------------------------------------ |
| 1                                    | Саня Мирза Мартина Хингис              | 5 866                                | 12                                   | 14 июля                              |
| 2                                    | Бетани Маттек-Сандс Луция Шафаржова    | 5 490                                | 8                                    | 8 августа                            |
| травма                               | Кейси Деллакква Ярослава Шведова       | 4 721                                | 7                                    | 15 сентября                          |
| травма                               | Елена Веснина Екатерина Макарова       | 4 586                                | 10                                   | 15 сентября                          |
| 3                                    | Тимея Бабош Кристина Младенович        | 4 235                                | 17                                   | 5 октября                            |
| 4                                    | Каролин Гарсия Катарина Среботник      | 3 705                                | 18                                   | 9 октября                            |
| 5                                    | Чжань Хаоцин Чжань Юнжань              | 3 705                                | 13                                   | 10 октября                           |
| 6                                    | Ракель Копс-Джонс Абигейл Спирс        | 3 280                                | 19                                   | 17 октября                           |
| 7                                    | Андреа Главачкова Луция Градецкая      | 3 130                                | 17                                   | 20 октября                           |
| 8                                    | Гарбинье Мугуруса Карла Суарес Наварро | 3 100                                | 13                                   | 22 октября                           |

## Соревнования

### Одиночные соревнования
Агнешка Радваньская обыграла  Петру Квитову со счётом 6-2, 4-6, 6-3.
- Радваньская выигрывает 3-й одиночный титул в сезоне и 17-й за карьеру в туре ассоциации.
- Квитова сыграла 4-й финал в сезоне и 23-й за карьеру в туре ассоциации.

### Парные соревнования
Саня Мирза /  Мартина Хингис обыграли  Гарбинье Мугурусу /  Карлу Суарес Наварро со счётом 6-0, 6-3.
- Мирза выигрывает 10-й парный титул в сезоне и 32-й за карьеру в туре ассоциации.
- Хингис выигрывает 10-й парный титул в сезоне и 50-й за карьеру в туре ассоциации.